# Ajayi Agbebaku
Ajayi Agbebaku, född den 6 januari 1955, är en nigeriansk före detta friidrottare som tävlade i tresteg och längdhopp.
Agbebaku deltog vid VM 1983 i Helsingfors där han blev bronsmedaljör med ett hopp på 17,18. Han deltog även vid VM 1987 i Rom där han inte tog sig vidare till finalen.

## Personliga rekord
- Tresteg - 17,26 meter